# Actium
Actium (latin : Actium, grec ancien : Ἄκτιον / Áktion), aujourd'hui Áktio (grec moderne : Άκτιο) ou Poúnta (Πούντα), est le nom latin antique d'un promontoire au nord de l'Acarnanie (Grèce) à l'embouchure du golfe Ambracique à l'ouest d'Anaktórion, où se trouvait un ancien temple d'Apollon Actius, ou actiaque, ainsi qu'un village du nom d'Actium.

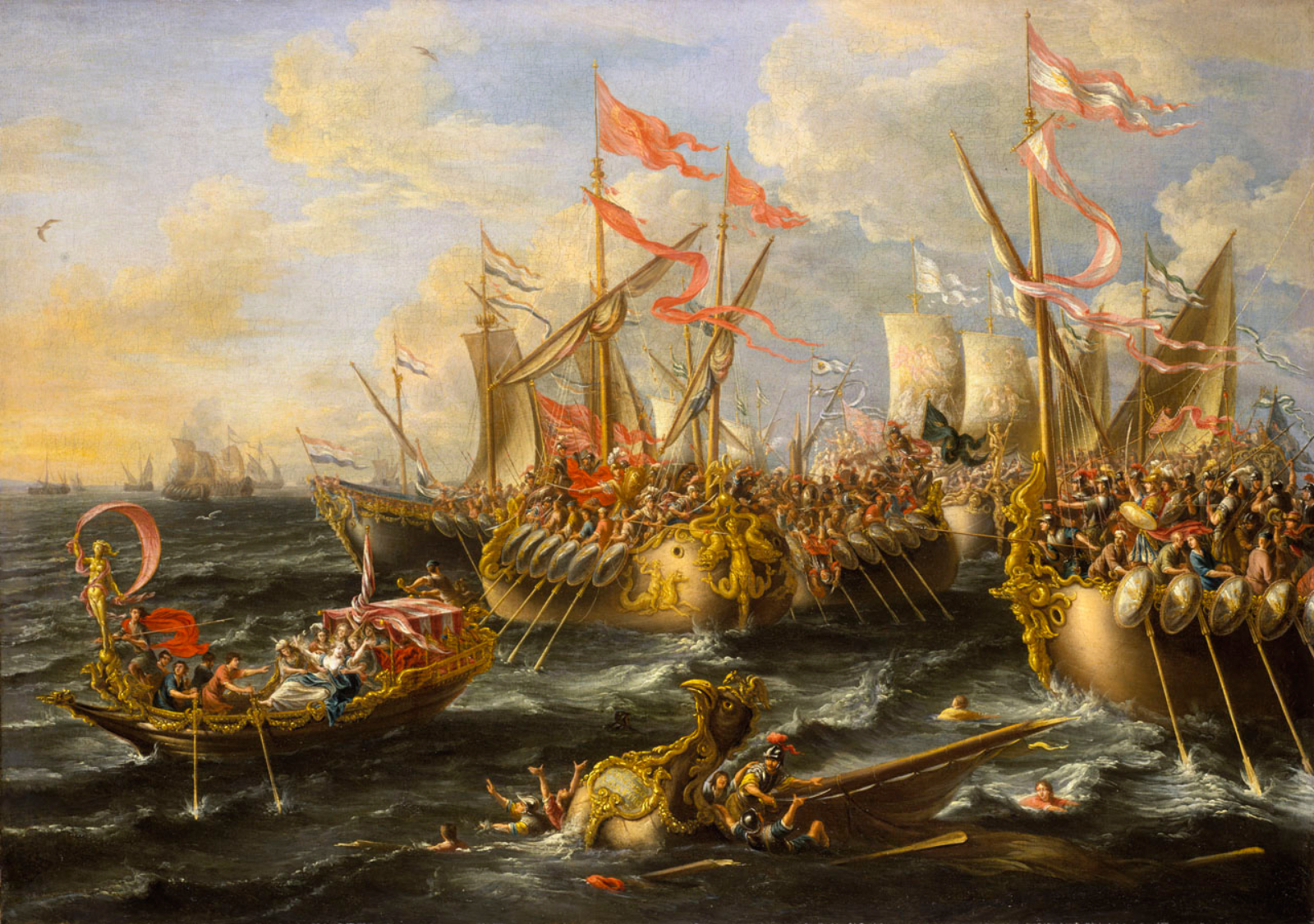
La Bataille d'Actium, de Lorenzo A. Castro (1672, National Maritime Museum, Londres).

Actium reste célèbre par la bataille d'Actium, victoire navale qu'Octave (le futur empereur Auguste) y remporta sur Marc Antoine, le 2 septembre 31 av. J.-C. (723 de Rome), et qui mit fin à la République romaine. En mémoire de cette bataille, Octave bâtit la ville de Nicopolis (du grec Nikè, la Victoire) en face d'Actium, releva le temple d'Apollon actiaque et renouvela les Jeux actiaques (Ludi Actiaci), en les transférant à Rome : ces jeux, composés d'exercices gymnastiques, de combats équestres et de concerts, se célébraient tous les cinq ans. La victoire d'Actium devint le point de départ d'une ère particulière, dite Ère actiaque (Actiaca Aera).